# Tomas Tranströmer
Tomas Gösta Tranströmer [ˌtʊmːas ˈjœsˈta ˈtɹɑːnstɹœməɹ] (Stockholm, 15. travnja 1931.) švedski je pisac, pjesnik i prevoditelj, dobitnik Nobelove nagrade za književnost 2011. godine.

## Život
Pjesnikov otac je bio novinar, a majka učiteljica, nakon razvoda samohrana.  Mladi Tomas je želio postati prirodoznanstvenik ili arheolog. Nakon položene mature na Södra Latins Gymnasium je studirao povijest književnosti i poetiku, povijest religija i psihologiju. Završio je studij 1956. s Bachelor of Arts. Četiri godine je radio na sveučilištu u Stockholmu kao znanstveni suradnik, 1960. počeo raditi kao psiholog u kazneno popravnom domu za maloljetne delikvente Roxtuna. 
1965. se doselio u Västerås, mjesto 100 km udaljeno od Stockholma gdje vrlo dugo živio. Tamo je bio tako cijenjen da je gradsko poglavarstvo 1997. utemeljilo Tranströmer – nagradu za književnost. Nagrada se dodjeljuje svake druge godine liričaru iz skandinavije ili susjednih baltičkih država. Od 1980. do penzioniranja je Tomas Tranströmer radio kao psiholog rada na švedskom zavodu za zaposljavanje.  Nakon penzioniranja se sa suprugom Monicom vratio nazad u Stockholm. 
Debitirao je 1954. kao 23 godišnjak s knjigom  17 dikter ˙(17 Pjesama). Eksperimentirao je s nevezanim, slobodnim stihom (tzv. blank verse), ali kasnije je preferirao slobodan ritam. U Knjigama  Hemligheter på vägen (1958.) i  Klanger och spår (1966.) je pisao o utiscima s putovanja po Španjolskoj, Balkanu, Africi i SAD-u. Mnogi njegovi tekstovi su rezultati konfrotacija s drugim umjetnostima, kao npr. poetički portret Edvarda Griega, ili njegova pjesma „Čovjek iz Benina“ nastala inspirirana jednim afričkim umjetničkim djelom koje je vidio u etnološekom muzeju u Beču.
S američkim pjesnikom Robertom Blyom ga je povezivalo produktivno umjetničko prijateljstvo. Oni su se uzajamno prevodili i ponekad pjesme drugog objavljivali u vlastitim zbirkama. Izdavačka kuća Bonniers je 2011. povodom 70. rođendana Tomasa Tranströmera objavila knjigu s korespondencijom ovih dvaju umjetnika koju su vodili između 1964. i 1990.
Moždani udar kojeg je pretrpio 1990. je uzrokovao jednostranu oduzetost i afaziju. Nakon duže rahabilitacije je ponovo u stanju pisati, ali supruga Monika mu pomaže pri obradi tekstova. Pjesme su nakon moždanog udara kraće i često se bave odnosom pjesnika i njegovog jezika.
Knjiga "Sorgegondolen" (Gondola tuge) koja je izdana 1966. dostigla je na malom švedskom književnom tržištu znatnu nakladu od 30 000 egzemplara.
Tomas Tranströmer dobitnik je Nobelove nagrade za književnost. Švedska akademija je priopćila da se time odaje priznanje njegovim "komprimiranim i jasnim slikama koje omogućuju novi pristup stvarnosti".
Tranströmer je osim toga talentirani muzičar koji svira orgulje i klavir.

## Poezija
Tomas Tranströmer piše intenzivnu i slikovitu poeziju bez suvišnih riječi.
Pjesnička slika je prepoznatljiv i kontradiktoran spoj jasnoće i nedorečenosti. 
U asocijativnoj raznolikosti leži snaga njegovih stihova. Svojom prepoznatljivom redukcijom i lakonijom se često približava strogim zakonostima haikua čiji temeljni elementi nisu riječi već slogovi. 
Kompozicijski eksprimentira neočekivanim metaforama, slobodnim ritmom, izbor riječi je unpreteciozan i moderatan, stil jednostavan, ali vrlo ritmičan; neočekivanim momentima i asocijacijama tvori liričku napetost. 
Sadržajno obrađuje susrete i događaje iz svakodnevice.  Ne radi se o medijalno približenim svjetskim problemima ili o uskraćenim osjećajima vlastitog malog unutrašnjeg svijeta sa sjećanjima, privatnim dramama i krizama već o intenzivno proživljenim suštinski međuljudskim momentima.
U povijesti književnosti je Tomas Tranströmer u istoj kategoriji kao i Paul Valéry – „Poésie pure“, radi se o principu l’art pour l’art (umjetnost radi same sebe, bez drugih namjera), jednom literarnom pravcu ga nije moguće klasificirati. 
Poeezija Tranströmerea je škrta i svedena, on prepoznaje da se atmosfera u pjesmi zgušnjava kad se u njoj premalo kaže.  Moćnost i sliovitost nejgove poezije čini ga najprevedenijim pjesnikom 20. stoljeća, njegove su pjesma prevedena na 50 jezika

## Suvremenici o pjesniku
„E. Pound je preporučivao dvije versističke forme – ranu klasičnu grčku liriku i japanski haiku. Najbolje sapfijske strofe na švedskome jeziku mogu se naći u ranoj, a najbolji haiku u poznoj Tranströmerovoj poeziji.“ Refik Ličina
„Ima neke ganutljive pravde u odluci švedskih akademika da se na dan svete Lucije, Nobelova nagrada za književnost za 2011. dodijeli Tomasu Tranströmeru. Nije važno to što već desetak godina, na početku listopada, njegovo ime spominjalo u novinskim prognozama i na internim i javnim kladionicama, pa čak nije toliko važno ni to što je nagrađen doista veliki pjesnik, jedan od nesumnjivo najvećih poznatih europskih pjesnika našega doba, jer je bilo i uvijek će biti slavnih i velikih pisaca koji nikada neće dobiti Nobelovu nagradu, ali je doista lijepo, praznik je za čitatelje, što je nagrađen jedan od onih, koji nije ni kralj, ni princ, ni plemić bilo koje vrste, pa ni plemić europske poezije i književnosti.“ Miljenko Jergović.
„Tranströmer je dokaz da i običan čovjek može biti veliki pjesnik.“ Lars Gustafsson

## Pjesme
Večer – jutro
Mjesečev jarbol istrunuo, jedro se mežuralo,

Galeb pijano odlijeće preko vode.

Pougljenila je teška kocka mola. Guštik

                            tone u tamu.

Van iz kuće. Zora tuče i tuče o siva

kamena vrata mora, a sunce iskri

blizu svijeta. Omamljeni bogovi ljeta

                       tapkaju u dima.

Oluja

Odjednom pred putnikom stoji stari

golemi hrast, kao los moćne krune

okamenjen ispred tamnog bedema

                 jesenjeg mora.

Oluja sjevera. Vrijeme kad zriju

bobe jarebike. Budan u tami

čujem sazviježđa topću u stajama

                gore nad stablom. 

## Tomas Tranströmer na hrvatskom
Pjesme i proza 1954. – 2004. Naslov izvornika: Dikter och prosa 1954. – 2004.sa švedskog prevela Sonja Bennet, ISBN 978-953-266-471-3

## Nagrade
Od mnogih nagrada najznačajnije su:
- 1966. Bellmanpriset (Bellmanpriset) (Švedska)
- 1981. Petrarca-Preis (Njemačka)
- 1990. Neustadt International Prize for Literature (SAD)
- 1991. Nordijska nagrada Švedske akademije (Svenska Akademiens nordiska pris) (Švedska)
- 1992. Nagrada za poeziju Horst Bienek (Horst-Bienek-Preis für Lyrik) (Njemačka)
- 1996. Augustpriset, za Sorgegondolen (Švedska)
- 1998. Nagrada Jane Smreka (Slovaška)
- 2003. Zlatni vijenac na Struški Večeri na Poezijata (Makedonija)
- 2007. The Griffin Trust, Lifetime Recognition Award (Griffin Poetry Prize) (Kanada)
- 2011. Titulu Profesora (Professors namn) od aktualne vlade Kraljevine Švedske (Švedska)[3][4]
- 2011. Nobelova nagrada za književnost (Švedska)

## Djela
- 17 dikter. Bonnier, Stockholm 1954.
- Hemligheter på vägen. Bonnier, Stockholm 1958.
- Den halvfärdiga himlen. Bonnier, Stockholm 1962.
- Klanger och spår. Bonnier, Stockholm 1966.
- Mörkerseende. Författarforlaget, Göteborg 1970.
- Stigar. Författarforlaget, Göteborg 1973., ISBN 91-7054-110-8
- Östersjöar. Bonnier, Stockholm 1974., ISBN 91-0-039367-3
- Sanningsbarriären. Bonnier, Stockholm 1978., ISBN 91-0-043684-4
- Det vilda torget. Bonnier, Stockholm 1983., ISBN 91-0-046048-6
- För levande och döda. Bonnier, Stockholm 1989., 91-0-047672-2
- Minnena ser mig. Bonnier, Stockholm 1993., ISBN 91-0-055716-1
- Sorgegondolen.  Bonnier, Stockholm 1996., ISBN 91-0-056232-7
- Air Mail. Brev 1964–1990. Brevväxling mellan Tomas Tranströmer och Robert Bly, Bonnier, Stockholm 2001., ISBN 91-0-057384-1
- Den stora gåtan. Bonnier, Stockholm 2004., ISBN 91-0-010310-1
- Jonas Ellerström (Hg.): Tomas Tranströmers ungdomsdikter. Ellerström, Lund 2011., ISBN 91-7247-261-8

## Vanjske poveznice
- Tomas Tranströmer